# Glycoside hydrolase

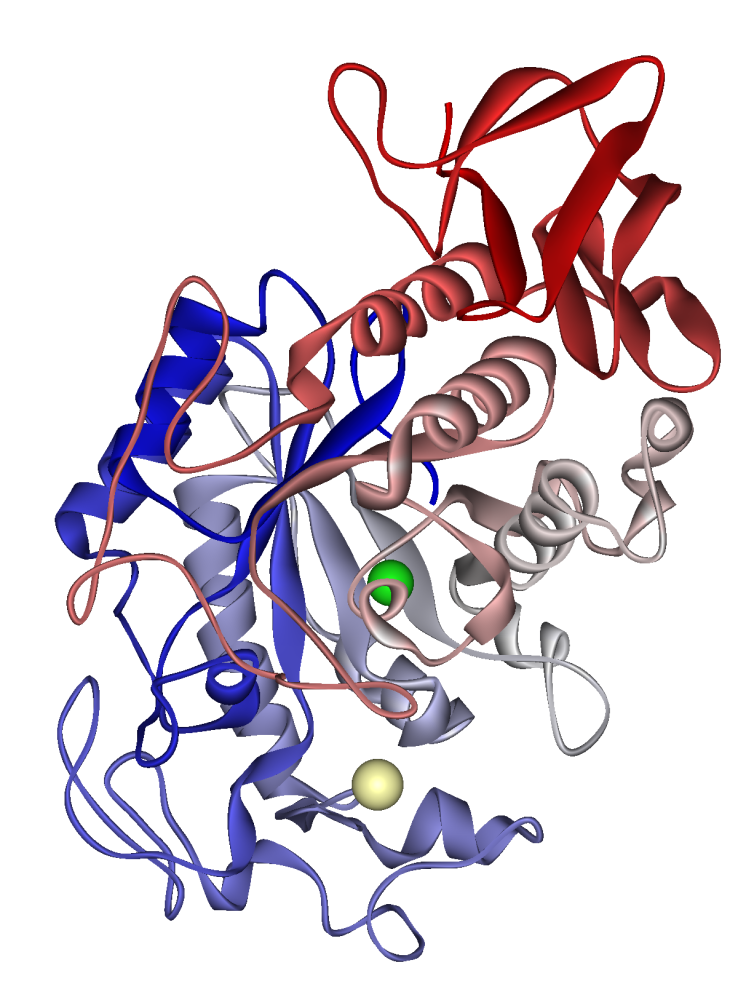
Alpha-Amylase 1HNY trong tuyến tụy, đây là một glycoside hydrolase

Glycoside hydrolase (hay còn được gọi là glycosidase hoặc glycosyl hydrolase) là enzyme xúc tác cho việc thủy phân các liên kết glycosidic có trong các đường phức. Đây là những enzyme cực kỳ phổ biến và có vai trò quan trọng trong tự nhiên có thể kể đến như: giúp phân giải sinh khối như cellulose (cellulase), hemicellulose và tinh bột (amylase), có mặt trong các chiến lược phòng chống vi khuẩn (ví dụ, lysozyme), trong cơ chế gây bệnh (ví dụ, neuraminidase của virus) và trong chức năng tế bào bình thường (ví dụ, mannosidase liên quan đến sinh tổng hợp glycoprotein liên kết N). Cùng với glycosyltransferase, glycosidase tạo nên bộ máy xúc tác chính giúp hình thành và phá vỡ các liên kết glycosidic.

## Nơi có mặt và tầm quan trọng
Glycoside hydrolase được tìm thấy và đóng vai trò quan trọng ở trong cả ba lãnh giới của sự sống. Ở sinh vật nhân sơ, chúng được tìm thấy dưới dạng các enzyme nội bào và ngoại bào và đa số tham gia vào quá trình thu nhận chất dinh dưỡng. Một trong những sự có mặt quan trọng của glycoside hydrolase trong vi khuẩn là enzyme beta-galactosidase (LacZ), có liên quan đến sự điều chỉnh biểu hiện của operon lac trong ở E. coli. Ở các sinh vật cao hơn, glycoside hydrolase được tìm thấy trong mạng lưới nội chất và bộ máy Golgi, nơi chúng tham gia vào quá trình xử lý các glycoprotein liên kết N, và ở trong lysosome với vai trò là enzym tham gia vào quá trình phân hủy cấu trúc carbohydrate. Thiếu hụt các glycoside hydrolase đặc hiệu trong lysosome có thể dẫn đến một loạt các rối loạn tích trữ liên quan đến lysosome, từ đó dẫn tới các vấn đề trong phát triển hoặc thậm chí là tử vong. Glycoside hydrolase cũng được tìm thấy trong đường ruột và trong nước bọt, ở đây chúng có nhiệm vụ phân hủy các carbohydrate phức tạp như lactose, tinh bột, sucrose và trehalose. Trong ruột, chúng được tìm thấy dưới dạng enzyme glycosylphosphatidyl được neo trên màng tế bào nội mô. Enzyme lactase là cần thiết cho để phân giải đường lactose trong sữa và có mặt ở mức cao ở trẻ sơ sinh, nhưng ở hầu hết mọi người thì enzyme này sẽ giảm sau khi cai sữa hoặc trong giai đoạn phôi thai, có khả năng dẫn đến không dung nạp lactose ở tuổi trưởng thành. Enzyme O-GlcNAcase có liên quan đến việc loại bỏ các nhóm N-acetylglucosamine khỏi chuỗi bên serine và threonine trong tế bào chất và nhân của tế bào. Các glycoside hydrolase cũng có liên quan đến quá trình sinh tổng hợp và phân hủy glycogen trong cơ thể.